# Saint-Brice-sous-Rânes
Saint-Brice-sous-Rânes è un comune francese di 169 abitanti situato nel dipartimento dell'Orne nella regione della Normandia.

## Società

### Evoluzione demografica
Abitanti censiti